# Laurent Jacob (grimpeur)
Pour le cinéaste, voir Laurent Jacob.
Laurent Jacob est un grimpeur français. Il a signé le manifeste des 19 qui est un texte rejetant la compétition d'escalade.
Avec Antoine Le Menestrel, Fabrice Guillot et Marc Le Menestrel, ils forment le « gang des Parisiens ».